# مايك فرنانديز
مايك فرنانديز (بالإنجليزية: Mike Fernandez)‏ هو شخصية أعمال أمريكي، ولد في القرن العشرين في كوبا.

## وصلات خارجية
- الموقع الرسمي